# Trachea viridimaculata
Trachea viridimaculata är en fjärilsart som beskrevs av Barend J. Lempke 1942. Trachea viridimaculata ingår i släktet Trachea och familjen nattflyn. Inga underarter finns listade i Catalogue of Life.